# Anwälte der Toten
Anwälte der Toten – Rechtsmediziner decken auf ist eine deutsche Dokumentationsserie, in der Kriminalbeamte, Rechtsmediziner, Kriminalbiologen, Kriminalpsychologen und Staatsanwälte über ihre Arbeit bei den Ermittlungen in ungeklärten oder unklaren Todesfällen berichten. Als Sprecher fungieren Klaus-Dieter Klebsch und Patrick Linke. Produziert wird die Fernsehserie von der OD MEDIA Film und Fernseh GmbH.

## Inhalt
Die Fälle werden anhand der damaligen Fallakten und unter Teilnahme der daran ermittelnden Polizeibeamten, Rechtsmediziner und Angehörigen der Opfer vorgestellt. In der Serie werden dem Zuschauer die Fälle anhand von archivierten Ermittlungsakten, Ermittlungsmethoden (zum Beispiel genetischer Fingerabdruck), Interviews der an den Ermittlungen Beteiligten, persönlichen Angehörigen und Freunden sowie Beweismaterial dargestellt. Am Ende jeder Episode wird dem Zuschauer auch das Gerichtsurteil über den in dem Fall behandelten Täter mitgeteilt. Trotz der tatsächlichen Ereignisse werden oftmals geänderte Namen der Opfer verwendet.

## Produktion und Ausstrahlung
Die Pilotepisode, entwickelt und produziert von der Kölner ena Film, Vesna Jovanoska, wurde am 29. April 1997 ausgestrahlt, der Serienstart erfolgte am 21. Dezember 1999. Seit 2006 läuft die Serie in unregelmäßigen Abständen bei den Sendern Nitro, RTL Crime und RTLup, ehemals auch bei RTL und VOX. Die erste Staffel bestand zunächst immer aus 2 Fällen pro Folge, welche einzeln 15 Minuten gingen. Darunter befanden sich anfangs auch ausländische Fälle, wie u. a. der Massenmörder John List. Ab Staffel 2 wurden in der Original-Reihe „Rechtsmediziner decken auf“ ausschließlich deutsche Fälle behandelt und die Staffel 1 noch einmal neu zusammengeschnitten, sodass diese nun ausschließlich aus deutschen Fällen besteht und eine Folge 45 Minuten geht und 3 Fälle beinhaltet. Die Staffel 3, im Jahre 2003 produziert von der Clasart Film- und Fernsehproduktionsgesellschaft mbH, wurde letztmals 2011 auf RTL Crime wiederholt und wird aufgrund von Lizenz- und Persönlichkeitsrechten, als einzige Staffel nicht mehr gezeigt. Eine erneute Ausstrahlung dieser Staffel ist auch nicht mehr vorgesehen. Anfang Juli 2015 bestellte RTL bei OD Media acht neue Episoden. Deren Ausstrahlung erfolgte ab dem 1. September 2016 bei RTL und endete am 27. Oktober 2016.
Im September 2017 kündigte RTL die Ausstrahlung weiterer neuer Episoden an. RTL hat bisher 110 neue Episoden mit Fokus auf Serienmorde produzieren lassen. Die Ausstrahlung dieser neuen Episoden erfolgte ab dem 9. Oktober unter dem Zusatztitel „Die schlimmsten Serienkiller der Welt“. Bei den Episoden wirkten die Kriminalpsychologin Lydia Benecke und der Rechtsmediziner Carsten Babian mit.
Im Jahr 2018 wurden zwölf Episoden einer produzierten Staffel Anwälte der Toten – Die spektakulärsten Mordfälle aus den USA ausgestrahlt. Diese behandeln Mordfälle aus den Vereinigten Staaten.
Seit März 2020 wurden 31 Episoden unter dem Titel Anwälte der Toten – Verbrechen, die Deutschland bewegten ausgestrahlt. Diese Episoden wurden von Rechtmedziner Claas Buschmann moderiert.
Einige Fälle wurden in der RTL-Sendung Tatort Deutschland erneut aufgegriffen.

## Episoden (Auswahl)
- Das Mädchen aus dem Main
- Die Teppichleiche von Magdeburg
- Doppelmord von Babenhausen
- Elternmord von Morschen
- Kannibale von Koblenz
- Mordfall Julia Hose
- Mord ohne Leiche: Die schwangere Bianca F. wird von ihrem Ehemann in Augustdorf getötet, ihre Leiche wurde nie gefunden.[5]

- Mord an Irischer Studentin Sinead O’Neill (auch bei Ungeklärte Morde) Dieser Mord wurde erst 13 Jahre später durch einen DNA-Abgleich aufgeklärt.[6]
- Peter Pompetzki
- Klaus Geyer
- Polizistenmord von Holzminden
- Rhein-Ruhr-Ripper
- Schwarze Witwe von Bodenfelde
- Entführung von Jakub Fiszman: Ein Vater und sein Sohn entführten den Frankfurter Geschäftsmann am 1. Oktober 1996. Sie forderten Lösegeld und der Vater ermordete ihn.
- Serienmörder von Aurich
- Von Maden zerfressen
- Maria Velten
- Mord an Yilmaz Tatli – Torso aus der Okertalsperre[7]
- Berliner Hautarzt als Prostituiertenmörder[8]
- Mord an einem Zahnarzt – Der Tote im Pool[9]
- Der Knochenleser: Doppelmord im August 2001 an Sergo Gerashchenko und Dmitry Galushko im Frankfurter Volkspark Niddatal.[10]
- Die Leiche im Betonsockel[11]
- Mordfall Alexandra Ryll, vom Nachbarn ermordet und in dessen Keller vergraben[12]
- Auftragsmord an einem Braunschweiger Architekt am 1. Dezember 1995[13]
- Mord am Getränkegroßhändler Gerhard Kreiner aus Flörsheim am Main[14]
- Die mordende Pflegerin: Eine Apothekenhelferin tötet eine 73-jährige Rentnerin in Berlin[15]
- Der Radarfallen-Mörder: Der Busfahrer Lothar K. tötet bei Kirchheim (Hessen) einen Polizisten und verletzt einen weiteren, nachdem er von einer mobilen Geschwindigkeitsmessanlage geblitzt wurde. Er fürchtete, seinen Führerschein zu verlieren.[16]
- Mord an der Lehrerin Isolde Freitag aus Ahrensburg wegen schlechter Noten[17]
- Mord an der Studentin Sabine Steffen aus Hanau. Sie wurde am 26. September 1989 im Hanauer Pedro-Jung-Park vergewaltigt und ermordet.[18] Erst 2001 wurde der Fall gelöst und der Täter Jürgen K. wegen Totschlags zu einer Haftstrafe von 14 Jahren verurteilt. Er wurde außerdem auf unbestimmte Dauer in die Psychiatrie eingewiesen.[19]
- Morde an zwei taubstummen Senioren im September 2001 in Hannover und einem Rentner-Ehepaar in Bad Oeynhausen im November 2001[20]
- Mord an einer Taxifahrerin aus Quakenbrück[21]
- Mord an einem Bauarbeiter nach einem Überfall auf die Kreissparkasse in Meyenburg 1991. Nach 17 Jahren wurde der Fall in 2008 aufgeklärt, der zweite Täter war schon verstorben[22]
- Bestatter ermorden einen Kollegen und äscherten ihn unter falschem Namen ein[23]
- Mord an der 15-jährigen Stefanie Rüggeberg auf Mallorca[24]
- Roy E. tötete seine Verlobte Nadine K.[25]
- Vierfachmord von Eislingen
- Die Leiche aus der Rezat bei Ansbach[26]
- Mord an der schwangeren Jugendlichen Maike Thiel aus Leegebruch im Jahr 1997. Erst 2014 wurde der Fall gelöst.[27]
- Mord an einer Krankenschwester in Passau. Sie erwischte ihren Mörder bei einem Einbruch in ihrer Wohnung.[28]
- Der Messerstecher von Schwabing: Frank N. sticht im Sommer 1997 in München-Schwabing wahllos auf Frauen ein und verletzt diese schwer. Dafür wird er im Mai 1998 zu lebenslanger Haft und anschließender Sicherungsverwahrung verurteilt.[29]
- Der Mörder von nebenan: Bernd B. tötet seinen Nachbarn Herbert H. und zerteilt die Leiche. Verpackt in Tüten versteckt er die Teile im Stadtpark von Annaberg-Buchholz.[30]
- Ein Maurer erschlägt in Waldfeucht seine Frau mit einer Eisenstange und betoniert sie dann im Keller ein.[31]
- Doppelmord von Frankfurt (Oder): Klaus-Dieter W. tötet seine Ex-Freundin Heike Nagler und deren vier Monate alten Sohn Göran. Er vergräbt sie in einem Wald in der Nähe des Frankfurter Vororts Lossow. Erst neun Jahre später wird der Fall gelöst.[32]
- Die Spur der Maden: Karin N. wurde im April 2008 von ihrem Lebensgefährten in Braunschweig getötet. Er zerstückelte die Leiche, verteilte die Teile auf zwei Koffer und versteckte diese.[33]
- Herzstillstand: Krankenschwester Bianca D. tötete ihre Adoptivmutter in Dresden mit einer Überdosis Insulin und versuchte auch ihre Oma und zwei ihrer Patienten zu töten. Die Medien nannten sie Todesengel.[34]
- Bestie von Beelitz: Serienmörder Wolfgang Schmidt (heute Beate Schmidt). Er ermordete von 1989 bis 1991 6 Menschen und beging 3 Mordversuche in Brandenburg.[35]
- Schicksalhafte Begegnung: Dennis B. ermordete im Februar 2007 in Sehnde die Bäckersfrau Annelise M. und verletzte deren Ehemann schwer. Der Fall wurde zwei Jahre später aufgeklärt.[36]
- Der Landwirt Fritz M. wollte seinen Sohn Karl-Friedrich M. in Petershagen-Frille töten. Er heuerte den arbeitslosen Siegfried S. an, der dann versehentlich den Nachbar Bernd S. erschoss.[37]
- Ein junger Gastwirt und sein älterer Freund töteten in Bochum einen Gast „aus Spaß“ und raubten ihn aus.[38]
- Hubert Hammerl tötete im November 1986 in Patersdorf die 17-jährige Schülerin Annette K. Erst im Juni 2001 wurde der Fall aufgeklärt.[39]
- Gefährliche Liebschaft: Der Ehemann der Vietnamesin Thi Thanh Thoa Le tötete sie im April 2015 im Karlsruher Stadtviertel Durlach-Aue. Ihre Leiche wurde nie gefunden.[40]
- Das Mädchen im roten Rock: Rolf S. vergewaltigte und ermordete im Juli 1988 die 13-jährige Maja Steiner in einem Waldstück bei Velten, erst 16 Jahre später wurde der Fall gelöst.[41]
- Spurlos verschwunden: Maik F. erwürgte im Oktober 2005 in Magdeburg seine Freundin Anja H. und zerstückelte ihren Körper mit einer Kettensäge.[42]
- Tödliche Idylle: Gabor Torsten S. ermordete aus Habgier im Juni 2008 eine Rentnerin und deren Hausarzt in Mansfeld.[43] Im Oktober 2013 wurde er zudem wegen Totschlag an einer Bekannten aus der Schweiz verurteilt. Er hatte seine Bekannte aus der Schweiz im Sommer 2007 nach Deutschland verschleppt, in einem unwegsamen Waldstück im Südharz vergewaltigt und getötet.[44]
- Vincent aus Duisburg: Oliver S. und Jessica V. lockten im Januar 2001 den 9-jährigen Sedat Aydin in eine Wohnung in Duisburg-Homberg und erdrosselten ihn. Seinen Körper zerteilten sie: Den Kopf steckten sie in einen Altkleider-Container und den Rumpf in einen Koffer daneben.[45]
- Der Parkplatzmörder: Detlef S. erschoss am 8. Mai 2010 Heiko S. auf dem Hölzertal-Parkplatz bei Magstadt sowie Friedrich L. in einem Waldstück an der A 5 im hessischen Mörfelden. Der belgische Tourist Petrus W. wehrte sich am 6. Juni 2010 und entkam.[46]
- Ein mörderisches Gerücht: Sandra S., Sven G., und Mario A. erschlugen am 14. September 2014 in Kalkar den Untermieter von Sandra S., Marc M., mit einem Baseballschläger. Sven G. und Mario A. waren wie Marc M. Patienten der LVR-Klinik Bedburg-Hau[47]
- Der Busfahrer Herm-Gert L. aus Osnabrück machte zwischen 1982 und 1996 rund 600 „Schockanrufe“ bei älteren Frauen. Dabei erlitt eine 69-jährige Rentnerin aus Holzminden einen Schock und starb nach dem Anruf an Herz-Kreislauf-Versagen. Er wurde im Dezember 1999 wegen Mordes, versuchten Mordes und Brandstiftung zu zwölf Jahren Haft verurteilt und in die Psychiatrie eingewiesen.[48] Die Berufung beim Bundesgerichtshof wurde im September des folgenden Jahres zum größten Teil zurückgewiesen.[49]
- Doppel-Sexualmord am 9. Oktober 1994 an den beiden 16-jährigen Freundinnen Jasmin G. und Yvonne H. aus Limburg-Blumenrod: Das Ehepaar Lutz K. und Monika K. entführte, quälte, missbrauchte und ermordete die beiden Schülerinnen. Ihre Leichen wurden von einem Holzhändler und seinem Kunden in einem Wald bei Hüttenberg-Volpertshausen gefunden. Erst sieben Jahre später wurde der Fall per DNA-Massentest gelöst.[50]
- Der Spanner Peter Toni K. ermordete im Juli 1995 in Heidelberg die 26 Jahre alte Beate R. und verletzte im September 1999 ein neun Jahre altes Mädchen mit einem Messer lebensgefährlich. In der Nacht zum 1. Dezember 1999 erstach er die kleine Vanja E. in ihrem Bett. Der Täter wurde am 30. November 2001 zu einer lebenslangen Freiheitsstrafe verurteilt. Das Gericht stellte die besondere Schwere der Schuld fest und ordnete die Sicherungsverwahrung an.[51][52]
- Karl-Heinz B. ermordete am 23. Dezember 2002 das Kinderärzte-Ehepaar Astrid und Udo F. und deren Arzthelferin Karin R. in Heidelberg-Ziegelhausen. Er erbeutete 1000 Euro.[53]
- Tod im eigenen Schlafzimmer: Im August 1985 ermordete Erwin M. seine Bekannte Roswitha Kornexl in Untergriesbach. Er stieg alkoholisiert über eine Leiter in das Schlafzimmer der Frau ein, vergewaltigte und ermordete sie. Erst 19 Jahre später wurde der Fall per DNA-Analyse gelöst.[54]
- Christian R. aus Winnert tötete seine aus Marokko stammende Ehefrau Imane R. im September 2008 an einem Maisfeld bei Rantrum, brachte sie nach Hause und vergrub sie unter einem Gewächshaus. Erst 2011 wurde der Fall gelöst.[55]
- Josef „Joschi“ S. erschoss Ende Dezember 2006 in Berlin den 80-jährigen Rentner Heinz N., zerstückelte dessen Leiche und versteckte sie einer Tiefkühltruhe, um dessen Rente über 2000 Euro zu kassieren. Damit niemand etwas von dessen Tod bemerkte, zahlte er die Miete des Opfers und fälschte dessen Steuererklärungen. Erst 2016 wurde der Mord entdeckt. Er steht auch im Verdacht, die Rentnerin Irma K. ermordet zu haben.[56]
- Der Radweg-Mörder: Reinhard S. aus Ochtendung ermordete im Jahr 2004 auf dem Maifeld-Radweg die Inline-Skaterin Sophia B. aus Bassenheim. Er hatte zuvor Ärger mit einer Nachbarin.[57]
- Im Februar 1998 erschlug eine schwangere 22-jährige Frau in Straelen ihren Großvater mit einer Axt. Sie fälschte eine Bankvollmacht und hob 800 Euro vom Konto des Opfers ab.[58]
- Der Berliner Klavierlehrer Bernhard R. ermordete im Oktober 1994 seine Klavierschülerin Michaela M. und seinen Nachbarn Dieter K. Zum Zeitpunkt der Tat litt er unter paranoider Schizophrenie und fühlte sich als Erlöser.[59]
- Der Elektriker Otto P. tötete seine vierte Ehefrau Janja 1989 in Göttingen mit Stromschlägen aus einem Holzkasten, der angeblich ein elektrisches Gerät zur Messung von Alkoholgehalt im Blut sein sollte.[60]
- Der Immobilienmakler Eberhard H. beauftragte Georgios D. und Joannis S., um Doris Kirche in Berlin zu ermorden. Das Motiv: Das Opfer wohnte in einer großen und günstigen Wohnung, bei der eine Mieterhöhung ausgeschlossen war. Der Immobilienmakler wollte durch den Verkauf der Wohnung an einen Zahnarzt ein gutes Geschäft machen, das Opfer wollte die Wohnung aber nicht aufgeben und stand einem lukrativen Verkauf im Weg.[61]
- Vom eigenen Auto überfahren: Elisabeth T. wurde 1993 auf einem Feldweg in der Nähe von Paderborn schwer verletzt aufgefunden. Sie war mehrmals mit ihrem eigenen Auto überfahren worden. Der Täter Reiner H. konnte durch DNA-Spuren im Jahr 2004 ermittelt werden und wurde 2005 verurteilt.[62]
- Roman Bremm ermordete am 1. November 2006 die Röntgenassistentin Uschi Sch. in Passau.[63]
- Holger Martin wurde 1998 in einem Wald in der Nähe seines Heimatortes Hachenburg ermordet. Seine ehemalige Geliebte, die Drogenhändlerin Margit S., beauftragte einige Bekannte um ihm einen Denkzettel zu verpassen. Die schlugen ihn jedoch tot. 2004 wurden seine Überreste gefunden und der Fall geklärt.[64]
- Bernd N. vergewaltigte und ermordete am 3. November 1995 die 7-jährige Maria Juhl (im Film Leonie) in einem Waldstück bei Haldensleben, erst zehn Jahre später wurde der Fall per DNA-Massentest gelöst.[65]